# Richard Spruce
Pour les articles homonymes, voir Spruce.
Richard Spruce est un médecin et un naturaliste britannique, né le 10 septembre 1817 à Ganthorpe (Yorkshire) et mort le 28 décembre 1893 à Castle Howard (Yorkshire).

## Biographie
Il obtint son doctorat à Berlin en 1864. Il devient membre associé de la Linnean Society of London en 1893. Il est instituteur à Haxby et au Collegiate School de York de 1839 à 1844. Il fait des voyages d’herboriste dans les Pyrénées en 1845-1846 et en Amazonie de 1849 à 1864. Dès 1845, il publie des descriptions botaniques de plusieurs dizaines de lichens. Il ramène une collection très riche de plantes d'Amérique du Sud (environ 30 000 spécimens), décrivant l'utilisation de certaines par les peuples locaux, ainsi que de nombreux objets utilisés par les populations Indiennes. Il prend sa retraite à Coneysthorpe en 1876. Il fait paraître divers articles dans des revues d’histoire naturelle dont le Journal of Linnean Society ou l’Annals and Magazine of natural history.
George Bentham (1800-1884) lui dédie en 1853 le genre Sprucea de la famille des Rubiaceae et Jean Baptiste Louis Pierre (1833-1905) en 1890 le genre Sprucella de la famille des Sapotaceae. On compte également plus de 200 espèces portant son nom.

### Note
1. ↑  Voir le site de l'IPNI.

### Source
- Ray Desmond (1994). Dictionary of British and Irish Botanists and Horticulturists includins Plant Collectors, Flower Painters and Garden Designers. Taylor & Francis and The Natural History Museum (Londres).